# Fair Oaks, Georgia
Fair Oaks är en ort (CDP) i Cobb County, i delstaten Georgia, USA. Enligt United States Census Bureau har orten en folkmängd på 8 225 invånare (2010) och en landarea på 5,1 km².